# Araguacema
Araguacema é um município do interior do estado do Tocantins, Norte do Brasil, localizado na região geográfica intermediária de Palmas e na região imediata de Paraíso do Tocantins. Ocupa uma área de 2 775 km², a uma altitude de 156 metros, distante 297 km da capital, Palmas.
Segundo o Censo 2022, a população é constituída de 5 927 pessoas, sendo o 49º município mais populoso do estado e o 3 969º do Brasil. O PIB em 2021 foi de R$ 240 247 mil.
O município possui um das mais famosos balneários da região: a Praia da Gaivota, que recebe milhares de turistas anualmente durante a temporada de veraneio, no mês de julho. O atrativo fica no Rio Araguaia, em uma ilha em frente à cidade.

## História
O início do povoamento da região que veio a se tornar o município de Araguacema aconteceu em 1812, com a criação do Presídio de Santa Maria, por ordem do príncipe regente D. João VI. O empreendimento também fornecia local para comerciantes e navegantes dormirem e se protegerem de ataques de indígenas.

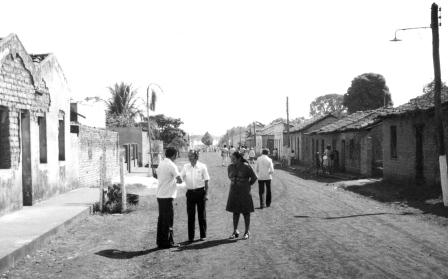
Rua de Araguacema em 1976

A responsabilidade pela construção do presídio é atribuída ao tenente Francisco Xavier de Barros. Ele teria partido de Vila Boa, acompanhado do capelão Luis da Gama, do médico Manoel Alves e de mais oito dezenas de pessoas. A princípio, os indígenas e os novos habitantes mantiveram boas relações, e os planos de colonização da região passaram a incluir a abertura de uma estrada até São Pedro da Alcântara (hoje Carolina), buscando conectar outros povoamentos que existiam às margens do Rio Tocantins.
No dia 11 de fevereiro de 1813, porém, houve uma incursão contra a edificação realizada por indígenas xavantes, xerentes e carajás, que teriam estabelecido uma aliança para realização do ataque. Os enfrentamentos tiveram início pela manhã e foram reprimidos durante todo o dia, mas acabaram por expulsar os habitantes do presídio no início da noite. Eles embarcaram em dois botes e fugiram pelo rio até a vila de São João das Duas Barras, no Pará, após muitas baixas durante o percurso.

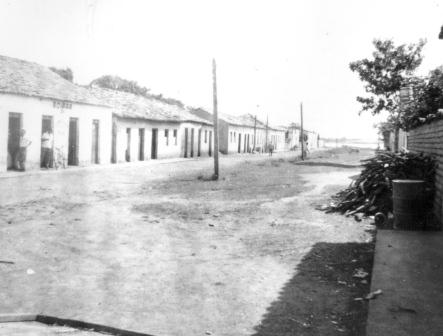
Rua de Araguacema em 1964

No mesmo ano, em 3 de dezembro 1813, o príncipe determinou a restauração da fortificação, o que veio a ser efetivado apenas anos mais tarde, na gestão do presidente da então Província de Goiás, José Martins Pereira de Alencastro. O novo presídio não foi construído no mesmo local, mas em um povoado próximo que era então conhecido como Santa Maria (hoje cidade de Araguacema).
Naquele ano o povoado também possuía uma capela que havia sido construída pelo frei Francisco do Monte Sião Vítor. O religioso, oriundo de Boa Vista (hoje Tocantinópolis), estava na região com a missão de catequizar os carajás e caiapós que ali habitavam. Em 1870, o presídio passou a abrigar a sede da Companhia de Navegação a Vapor do Rio Araguaia, fundada por José Vieira Couto de Magalhães.
Em 18 de julho de 1919 ocorreu a emancipação do distrito de Couto Magalhães, que foi desmembrado de Pedro Afonso. O povoado de Santa Maria passou, então, a fazer parte do município recém criado.

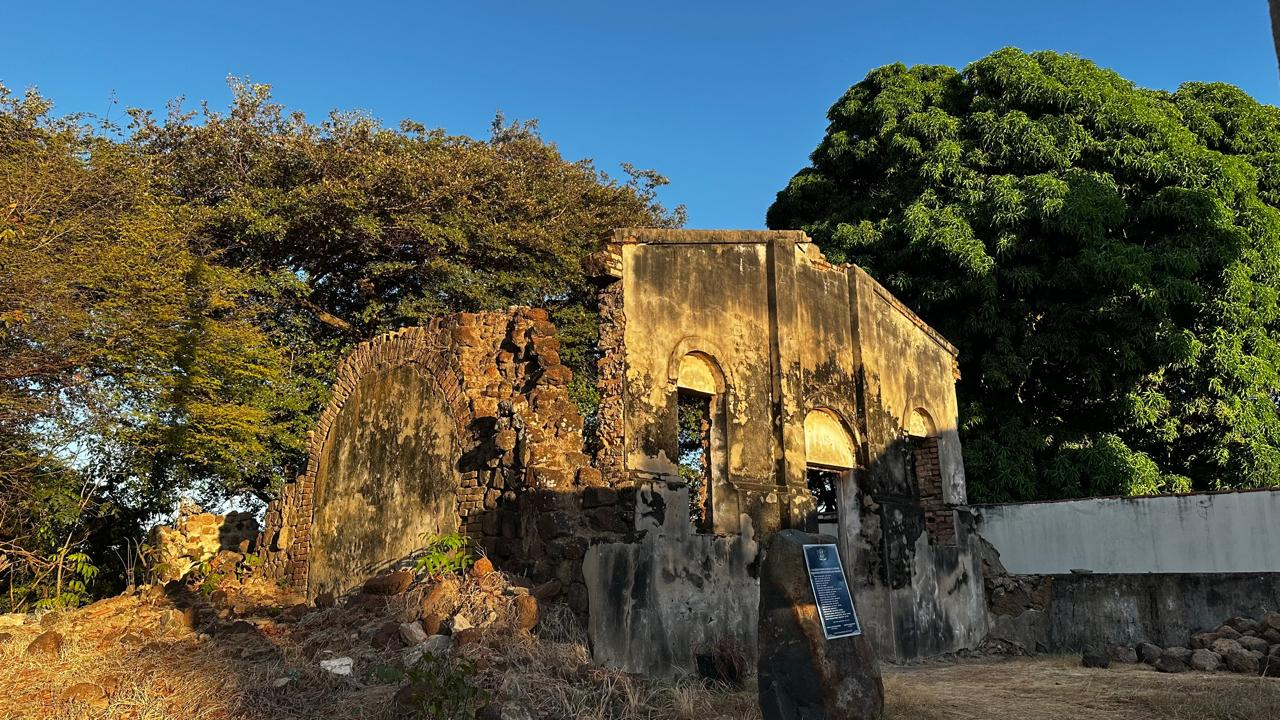
Ruínas da antiga Igreja de Nossa Senhora da Providência

No dia 18 de março de 1931 aconteceu a mudança da sede do município de Couto Magalhães, para o então povoado de Santa Maria, que no mesmo ato também foi elevado à categoria de vila. Gentil Colaço Véras foi nomeado prefeito do município. Segundo o decreto que estabeleceu a medida, a mudança foi motivada em razão da antiga sede achar-se "em estado de verdadeira decadência sem o pessoal necessário para ocupar os cargos públicos".
Em 31 de março de 1938, um decreto-lei alterou o nome do município, de Couto Magalhães para Santa Maria do Araguaia, a mesma denominação que passou a ser adotada pelo distrito, que permaneceu como sede do município. O ato normativo obedecia a um decreto-lei presidencial que buscava organizar a divisão territorial do país.
O município teve seu nome alterado pela última vez no dia 31 de dezembro de 1943, quando ocorreu a mudança do topônimo para Araguacema, nome sugerido por Manoel Athaide da Graça Leite.

### Significado do nome
Ao sugerir o novo nome para o município, Manoel Athaide da Graça Leite teria suposto que Araguacema seria a junção dos termos Araguaia (nome do rio nas margens do qual fica a cidade) e cema, que segundo ele significaria água em tupi. Entretanto, a palavra cema tem outro significado na língua indígena, podendo assumir as ideias de subida ou agitação (p. ex. piracema, que quer dizer "agitação dos peixes").

## Geografia
Araguacema é um município do interior do estado do Tocantins, região Norte do Brasil, com sede localizada nas coordenadas 8° 48' 7" S 49° 33' 43" O, na região geográfica intermediária de Palmas e na região imediata de Paraíso do Tocantins. Na divisão regional do estado para fins de planejamento, situa-se no Vale do Araguaia, macrorregião Central, a uma distância de 297 km da capital, Palmas.
Limita-se com os municípios tocantinenses de Couto Magalhães, Caseara, Abreulândia, Goianorte e Dois Irmãos do Tocantins, com como com o estado do Pará ao norte a oeste. Os biomas predominantes são o cerrado e o amazônico.

### Território
O território de Araguacema ocupa uma área de 2 775 km², com 2,64 km² urbanizados. É o 25º maior município do Tocantins e o 556º maior do país em extensão territorial. A sede fica a uma altitude de 156 metros.

### População
A população de Araguacema é de 5 927 pessoas, segundo o o Censo 2022, o que posiciona o município como o 49º mais populoso do estado e o 3 969º mais populoso do Brasil. A estimativa populacional para 2024 foi de 6 039 pessoas.
A densidade demográfica em 2022 ano foi calculada em 2,14 habitantes por quilômetro quadrado, o que faz com que o município seja o 100º mais povoado do Tocantins e o 5 323º do Brasil.

## Estrutura administrativa
A estrutura administrativa de Araguacema, assim como a dos demais municípios brasileiros, é definida pela Constituição de 1988, composta pelo Poder Executivo, chefiado pelo prefeito; e pelo Poder Legislativo, exercido pela Câmara Municipal, sob por vereadores. Todos os representantes são eleitos pelo povo para mandato de quatro anos, mediante pleito direto e simultâneo realizado em todo o país.

### Poder Executivo
O Poder Executivo é responsável pela administração direta do município, implementação de políticas públicas, execução do orçamento e prestação de serviços essenciais à comunidade. Essas competências são exercidas desde 1º de janeiro de 2021 pelo prefeito Marcus Vinícius Moraes Martins, do partido União Brasil, eleito e reeleito para administrar o município até 31 de dezembro de 2028. A vice-prefeita é Josa, do MDB.

### Poder Legislativo
O Poder Legislativo tem a função de elaborar leis municipais, fiscalizar as ações do Executivo, aprovar o orçamento e representar os interesses da sociedade. As responsabilidades são delegadas a nove vereadores.
O vereador Amarildo do Carmo Nascimento, do partido União Brasil, assumiu a Presidência da Câmara Municipal em 2025.

## Economia
O principal setor econômico do município é a agropecuária. O PIB de Araguacema em 2021 foi de R$ 240 247 mil – o 45º maior do estado e o 1873º maior do Brasil. O PIB per capita no mesmo ano foi calculado em R$ 33 261.
Em 2022, a proporção de pessoas ocupadas (675 trabalhadores) em relação à população total era de 11,39% (o 89º melhor índice no Tocantins e o 3 972º no país). Considerando domicílios com rendimentos mensais de até meio salário mínimo por pessoa, Araguacema tinha 48,3% da população nessas condições (o 34º maior índice no estado e o 1 682º no Brasil).
O Índice de Desenvolvimento Humano (IDH) de Araguacema é 0,639, conforme apurado em 2010 pelo Programa das Nações Unidas para o Desenvolvimento (PNUD).

### Agronegócio
Os principais produtos agrícolas do município são a soja, o milho, o feijão e a mandioca. Na pecuária, destacam-se os rebanhos de bovinos, com 63,5 mil cabeças em 2023; e de aves, que totalizava quase 10,5 mil cabeças no mesmo ano.
Em 2023 também houve produção relevante de leite de vaca (427 mil litros), ovos de galinha (9 mil dúzias) e mel de abelha (1,1 tonelada). A pesca e a piscicultura foram responsáveis pelo registro de uma produção de 1.500 kg de tambacu e tambatinga.

## Educação
Em 2010, Araguacema apresentou uma taxa de escolarização de 98,3% (para pessoas de 6 a 14 de anos de idade), o que é considerado o 33º melhor desempenho entre os municípios tocantinenses e o 1 603º melhor no país.
Em 2023, os alunos dos anos inicias do Ensino Fundamental da rede pública tiveram nota de 5,1 no Índice de Desenvolvimento da Educação Básica (Ideb) – a 53ª melhor nota entre os municípios do estado e o 4 076º melhor desempenho entre as cidades brasileiras. Para os alunos dos anos finais, a nota foi de 4,2 no mesmo indicador – a 89ª maior nota do Tocantins e o 4 071º melhor desempenho entre os municípios do Brasil.

## Cultura e turismo

### Praia da Gaivota

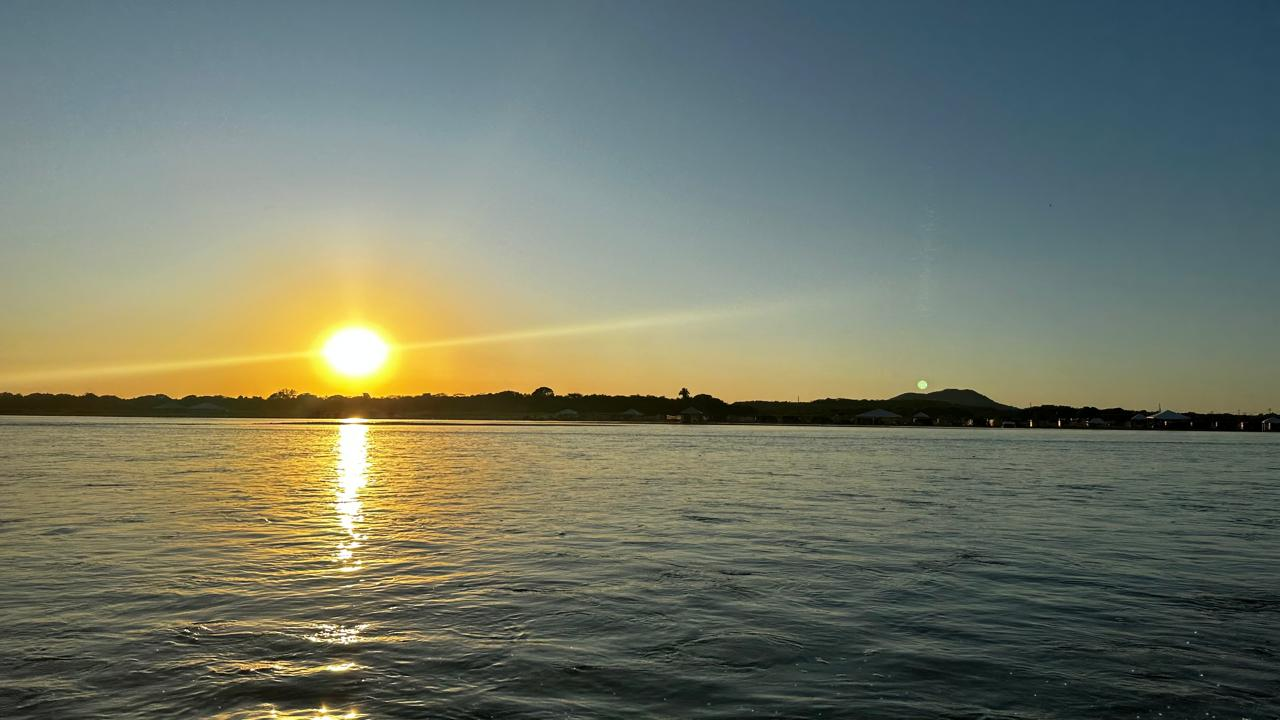
Nascer do sol na Praia da Gaivota no rio Araguaia

A Praia da Gaivota é um dos mais notórios balneários da região. O atrativo, que fica no Rio Araguaia, costuma receber milhares de visitantes todos os anos durante a temporada de veraneio, no mês de julho.
Em 2025, a praia recebeu investimentos do poder público, disponibilizando aos turistas infraestrutura barracas de alimentação, artesanato, além de tendas para lazer e camping, pontos instagramáveis e banheiros. O acesso é gratuito, mas é necessário fazer atravessar o Rio Araguaia para chegar ao atrativo. O visitante pode fazer isso por meios próprios ou recorrer ao translado pago disponibilizado por barqueiros credenciados.

### Romaria do Senhor do Bonfim
A Romaria do Senhor do Bonfim é uma das manifestações religiosas mais notáveis e tradicionais  do município, tendo sido realizada desde 1932. O evento, que acontece anualmente no mês de agosto, atrai fiéis de toda a região, com longas caminhadas até o povoado do Senhor do Bonfim, onde rezam missas, pagam promessas, agradecem a graças alcançadas e participam de diversas celebrações.
O início da tradição aconteceu quando um morador teria encontrado uma imagem de Jesus Cristo crucificado sem os braços. A figura, a princípio, também fora atribuída a São Lázaro, mas convencionou-se que seria Senhor do Bonfim, que passou a ser venerada e ganhou novos devotos, especialmente os ribeirinhos do entorno. Nos anos 1970 e 1980, a festividade ganhou mais adeptos à medida em que a região ganhou novos moradores, a maioria migrantes do Maranhão, Piauí e da Bahia, passando a incorporar os costumes dessas pessoas.

## Curiosidades

### Personalidades
Algumas personalidades com notoriedade regional e nacional têm, em algum grau, vínculos com o município. Dentre essas figuras, destaca-se a ex-procuradora-geral da República Raquel Dodge, natural de Morrinhos, mas que residiu em Araguacema durante a sua infância.

O ex-vice-governador do Tocantins, Aldison Wiserman Barros de Lyra, conhecido como Tom Lyra, é natural de Araguacema. O político, em 2025, ocupa o cargo de secretário de Estado da Indústria, Comércio e Serviços.